# Borja Díaz
Borja Díaz Torres del Molino, noto semplicemente come Borja Díaz (Madrid, 19 agosto 1992), è un giocatore di calcio a 5 spagnolo.

## Carriera
Nonostante il debutto precoce nella Nazionale di calcio a 5 della Spagna, avvenuto nel 2013 durante un incontro amichevole contro il Belgio, Díaz deve attendere il gennaio del 2021 per venire nuovamente convocato nelle furie rosse. Il 30 agosto 2021 è incluso nella lista definitiva dei convocati alla Coppa del Mondo 2021, conclusa dalla Spagna ai quarti di finale. Il 28 dicembre 2021 viene incluso nella lista dei convocati per il Campionato europeo 2022. Al termine della stagione 2022-23 il calcettista annuncia la conclusione della sua militanza nell'Inter dopo 10 stagioni e 18 trofei vinti.

## Palmarès

### Competizioni nazionali
- Campionato spagnolo: 6
Inter: 2013-14, 2014-15, 2015-16, 2016-17, 2017-18, 2019-20
- Coppa di Spagna: 4
Inter: 2013-14, 2015-16, 2016-17, 2020-21
- Coppa del Re: 2
Inter: 2014-15, 2020-21
- Supercoppa di Spagna: 4
Inter: 2015, 2017, 2018, 2020

### Competizioni internazionali
- Coppa UEFA: 2
Inter: 2016-17, 2017-18